# José Rodrigues Alves Sobrinho
 José Rodrigues Alves Sobrinho  (Guaratinguetá, 2 de janeiro de 1886 — São Paulo, 30 de maio de 1975) foi um advogado e político brasileiro. Foi Secretário da Educação e Saúde Pública do Governo do Estado de São Paulo nas gestões de Pedro de Toledo e de Fernando de Sousa Costa. Também foi ministro do Tribunal de Contas do Estado de São Paulo (TCE-SP) entre 1947 e 1956, do qual foi Presidente no biênio 1955 e 1956.

## Biografia
José Rodrigues Alves Sobrinho nasceu em Guaratinguetá, em 2 de janeiro de 1886. Era filho de Maria Francisca de França Galvão Alves e do comendador Antônio Rodrigues Alves, figura de grande projeção na política de Guaratinguetá. Sua mãe era cunhada do Conselheiro Rodrigues Alves, que foi Presidente do Estado de São Paulo e 5º Presidente da Republica Federativa do Brasil.
Fez seus estudos de humanidades nas cidades de Itu/SP, Jacareí/SP e Rio de Janeiro, então Distrito Federal.
Em 1908, obteve o seu bacharelado na Faculdade de Direito do Largo de São Francisco. Iniciou o seu ofício na advocacia e pouco depois passou a atuar como Promotor de justiça em Taubaté/SP, durante quatro anos.
Era filiado ao Partido Republicano Paulista (PRP) iniciou a sua carreira política ao ser eleito para vereador em Guaratinguetá. Pouco depois, foi Deputado Estadual pelo distrito de Guaratinguetá, eleito pela primeira vez na legislatura 1913 a 1915. Foi ainda reeleito para as legislaturas de 1916-1918, 1919-1921 e 1922-1924. Na Assembleia Legislativa do Estado de São Paulo (ALESP) foi membro da Comissão de Justiça e Constituição de Poderes do Estado de São Paulo. Com a Revolução de 1930, por conta da perseguição feita pelos revolucionários que tomaram o poder no país, principalmente aos integrantes do PRP, deixou de militar na política do Estado de São Paulo.

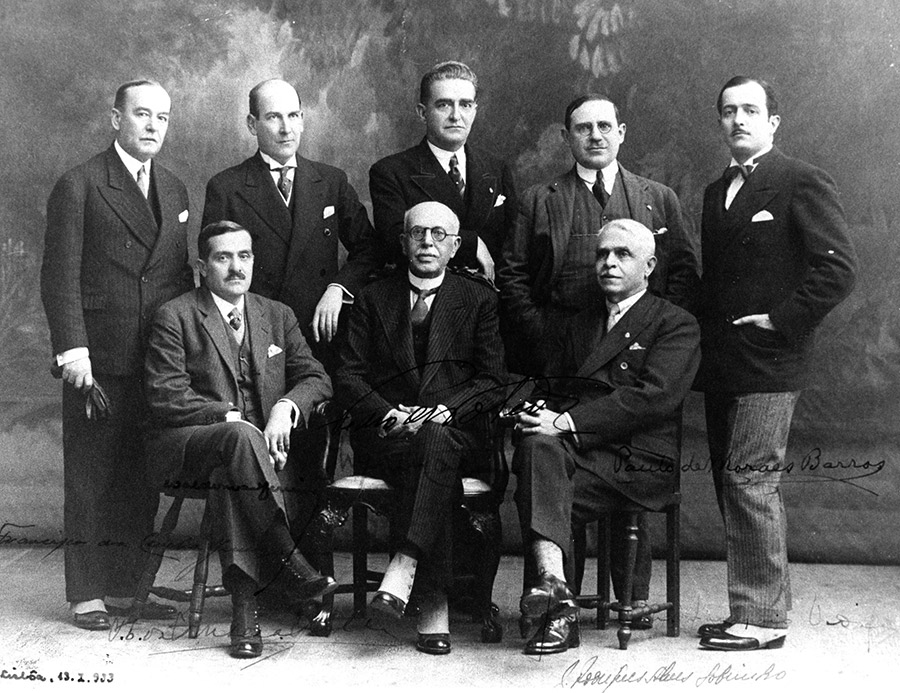
José Rodrigues Alves Sobrinho (o 4º em pé, da esquerda p/ direita) ao lado do governador Pedro de Toledo e demais membros do governo paulista de 1932.

Em 23 de maio de 1932, foi nomeado pelo então interventor federal Pedro Manuel de Toledo a Secretário dos Negócios da Educação e Saúde Pública do Estado de São Paulo. Aderiu e apoiou ativamente a Revolução Constitucionalista de 1932, a qual visava à deposição do então ditador Getúlio Vargas e a convocação de uma Assembleia Constituinte, de modo à restabelecer o regime democrático e o Estado de Direito no Brasil. Durante o conflito, atuou ativamente nos esforços de guerra, em especial, no apoio e coordenação dos serviços de saúde no Estado de São Paulo, em conjunto com a Cruz Vermelha, as Santas Casas de Misericórdia e serviços voluntários. Também criou e organizou o Departamento de Assistência a População Civil, subordinado a sua Secretaria, cuja função era a de coordenar a arrecadação e distribuição de donativos e serviços prestados por instituições particulares à população civil durante o período de conflito.
Findo o conflito, em 1º de novembro de 1932 rumou para o exílio político em Portugal, inicialmente em viagem no vapor Pedro I, fazendo escala em Recife/PE, onde embarcou no vapor Siqueira Campos rumo ao continente europeu, na primeira leva de exilados, junto a um grupo de 78 líderes exilados, entre civis e militares, líderes do levante constitucionalista.
Em 11 de agosto de 1933 retornou ao Brasil pelo vapor General Artigas, após autorização especial da ditadura. Naquele ano, retornou a advocacia, representando o Instituto do Café do Estado de São Paulo. Sobre aquele conflito publicou em 1934 o livro A Campanha Revolucionária de 1932. Ainda em 1934, foi eleito Deputado Estadual da Assembleia Legislativa do Estado de São Paulo pelo PRP, atuando na Assembleia Constituinte do Estado.
Entre junho de 1941 e outubro de 1942 exerceu novamente o posto de Secretário de Educação e Saúde Publica do Estado de São Paulo, durante a interventoria de Fernando de Sousa Costa.
Em 1942, publicou obra de grande referencia para o estudo do direito: Discurso Sobre o Novo Código Penal.
Em 1946, tentou candidatura ao Governo de São Paulo pelo PSD, sem sucesso.
Em 1947, tornou-se ministro Tribunal de Contas do Estado de São Paulo (TCE-SP), tendo sido o seu 7º Presidente, no biênio entre 1955 a 1956. Ainda em 1956 aposentou-se do cargo. Na década de 1950 também foi Diretor-Presidente da Cia Matogrossense de Eletricidade, cargo que acumulou com o de Ministro do TCE-SP.
Em 9 julho de 1955 participou da cerimônia de inauguração do Mausoléu do Soldado Constitucionalista, situado no parque do Ibirapuera em São Paulo/SP, carregando a quarta urna que continha os restos mortais do jovem Antônio Américo Camargo de Andrade, um dos mártires paulistas representado na letra “C” da sigla MMDC.
Faleceu em 30 de maio de 1975, em São Paulo/SP. O sepultamento foi realizado no dia seguinte no Cemitério da Consolação, com amplas homenagens. A missa de sétimo dia foi realizada na Igreja de São Gabriel, na capital paulista.
Era casado com Elvira Carneiro Rodrigues Alves (falecida em 1959), com quem teve um filho: Antônio Rodrigues Alves Netto.

## Homenagens
Em sua homenagem, pelo Decreto Estadual nº 14.966 de 27 de agosto de 1945 do interventor Fernando Sousa da Costa, o 3º Grupo Escolar da cidade Cruzeiro/SP foi denominado “Grupo Escolar Dr. José Rodrigues Alves Sobrinho”, atualmente Escola Estadual Dr. José Rodrigues Alves Sobrinho. Naquela mesma cidade há ainda a Rua “José Rodrigues Alves Sobrinho”, também em memória ao ilustre guaratinguetaense. Na sua cidade natal e na capital paulista, há também logradouros em sua homenagem.